# Környezeti erőforrás
A környezeti erőforrások olyan, a természetben szabadon előforduló anyagok, amelyek értékesnek számítanak a saját eredeti feldolgozatlan  állapotukban. Egy nyersanyag akkor minősül környezeti erőforrásnak, ha a hozzá kapcsolódó elsődleges tevékenységek a kinyerés és a finomítás, ellentétben a feldolgozással. Ily módon például a bányászat, kőolajbányászat, halászat, vadgazdálkodás és erdőgazdálkodás környezeti erőforrásokon alapuló ágazatok, míg a mezőgazdaság nem.
A környezeti erőforrásokat gyakran bontják megújuló és nem megújuló energiaforrásokra. A megújuló erőforrások általában az élő nyersanyagok (vad, hal, kávé, vagy erdők például), amelyek körülbelül hasonló ütemben újulnak meg, mint ahogy kitermelik őket, feltéve, hogy nem használják túl őket. Megújuló élettelen erőforrások közé tartozik a  talaj, a víz, szél vagy a napenergia (lásd megújuló energiaforrás). Az ásványi anyag-források többségükben nem megújíthatóak.
Az utóbbi években a természeti tőke fogyása és a fenntartható fejlődésre való átállási kísérletek kerültek a figyelem középpontjába. Ez különösen esőerdő régiókban került előtérbe, amelyek a Föld legnagyobb biológiai sokféleségét (pótolhatatlan genetikus természeti tőkéjét) őrzik. A természeti erőforrások megőrzése áll a természetvédelmi mozgalmak többsége figyelmének középpontjában.